# Агмир, Мохаммед
Моххамед Мухлис Агмир (исп. Mohamed Moukhliss Agmir более известный, как Моха исп. Moha; родился 6 февраля 2000 года, Испания) — испанский футболист, полузащитник клуба «Андорра», выступающий на правах аренды за клуб «Барселона».

## Клубная карьера
Моха — воспитанник клуба «Реал Мадрид».

## Международная карьера
В 2017 году Моха в составе юношеской сборной Испании выиграл юношеский чемпионат Европы в Хорватии. На турнире он сыграл в матчах против команд Турции, Италии, Франции, Германии и Англии.

## Достижения
Международные
 Испания (до 19)
- Юношеский чемпионат Европы — 2017